# Orotz-Betelu
Orotz-Betelu (en basc, cooficialment en castellà Oroz-Betelu) és un municipi de Navarra, a la comarca d'Auñamendi, dins la merindad de Sangüesa.

## Demografia
| Evolució demogràfica                                    | Evolució demogràfica | Evolució demogràfica | Evolució demogràfica | Evolució demogràfica | Evolució demogràfica | Evolució demogràfica | Evolució demogràfica | Evolució demogràfica | Evolució demogràfica | Evolució demogràfica |
| 1996                                                    | 1998                 | 1999                 | 2000                 | 2001                 | 2002                 | 2003                 | 2004                 | 2005                 | 2006                 | 2007                 |
| ------------------------------------------------------- | -------------------- | -------------------- | -------------------- | -------------------- | -------------------- | -------------------- | -------------------- | -------------------- | -------------------- | -------------------- |
| 232                                                     | 231                  | 228                  | 221                  | 221                  | 219                  | 206                  | 199                  | 201                  | 205                  | 190                  |
| Fonts: Orotz-Betelu i Institut d'Estadística de Navarra |                      |                      |                      |                      |                      |                      |                      |                      |                      |                      |